# 観蔵院 (練馬区)
観蔵院（かんぞういん）は、東京都練馬区にある真言宗智山派の寺院。

## 概要
創建年代は不明である。ただ、同区石神井台にある1394年（応永元年）開創の三宝寺の塔頭として創建され、1477年（文明9年）の三宝寺移転の際に、当院が現在地に移転したことから、1394年から1477年までの間に創建したものと推測される。
当院には薬師堂があり、「日の出薬師」と呼ばれる薬師如来像が安置されている。元々は別の場所にあったが、いつしか当院境内に移転したものという。なお当院は「曼荼羅美術館」を併設している。
かつて、当院周辺に点在していた墓を当院の墓地に集約したことから、中には同宗派の他寺院や日蓮宗寺院の檀家と思われる家の墓もある。当院の檀家は、「谷治」「平井」姓の家が多い。

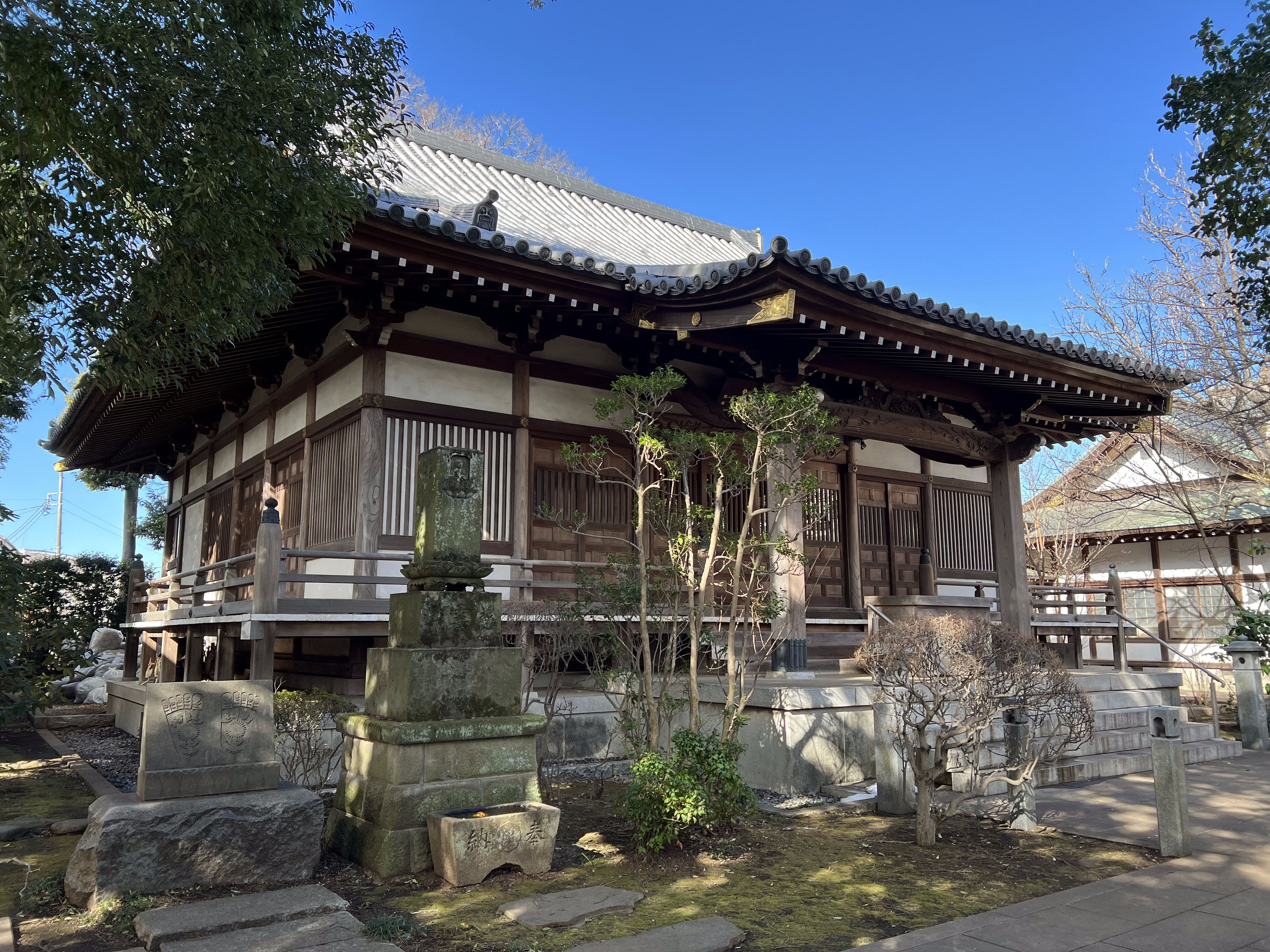
本堂
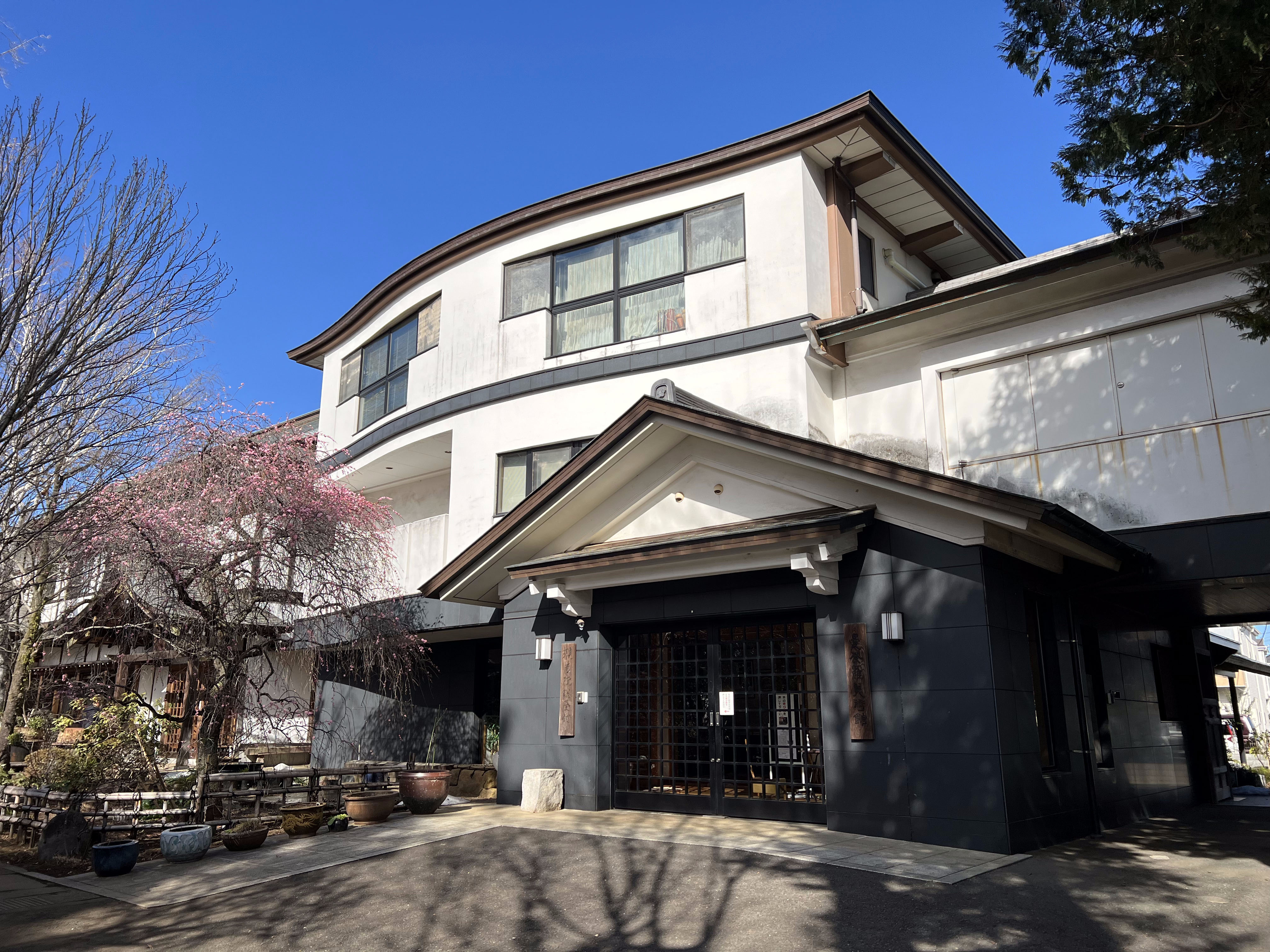
曼荼羅美術館

## 交通アクセス
- 練馬高野台駅より徒歩10分。

## 関連文献
- 「田中村 宝蔵院」『新編武蔵風土記稿』 巻ノ13豊島郡ノ5、内務省地理局、1884年6月。NDLJP:763977/41。